# هیزل اسکات
هیزل اسکات (انگلیسی: Hazel Scott; ۱۱ ژوئن ۱۹۲۰ – ۲ اکتبر ۱۹۸۱) نوازنده پیانو جاز و کلاسیک و خواننده اهل ایالات متحده آمریکا بود. او که منتقد صریح تبعیض و جداسازی نژادی بود، از نفوذ و شهرت خود برای بهبود بازنمایی آمریکایی‌های سیاه‌پوست در فیلم‌ها استفاده کرد.

هیزل اسکات در پورت آو اسپین پایتخت ترینیداد و توباگو متولد شد. وی در چهار سالگی به همراه مادرش به نیویورک نقل مکان کرد. اسکات استعداد ویژه‌ای در موسیقی داشت و در هشت سالگی بورسیه تحصیلی برای تحصیل در مدرسه جولیارد دریافت کرد. در دوران نوجوانی، در حالی که هنوز دانش‌آموز بود، در کافه سوسایتی اجرا می‌کرد. او همچنین در رادیو اجرا داشت.

او در طول دهه‌های ۱۹۳۰ و ۱۹۴۰ به عنوان خواننده جاز فعال بود. در سال ۱۹۵۰، او اولین آمریکایی سیاه‌پوستی بود که مجری یک برنامه تلویزیونی شد. موقعیت حرفه‌ای او در آمریکا در سال ۱۹۵۰ و پس از شهادتش در برابر کمیته فعالیت‌های ضدآمریکایی مجلس نمایندگان متزلزل شد. به دنبال آن اسکات در سال ۱۹۵۷ به پاریس نقل مکان کرد و شروع به اجرای برنامه‌های موسیقی در اروپا کرد و تا سال ۱۹۶۷ به ایالات متحده بازنگشت.